# La Vengeance aux deux visages (film)
Pour la série télévisée australienne, voir La Vengeance aux deux visages (série télévisée).
Pour plus de détails, voir Fiche technique et Distribution.
La Vengeance aux deux visages (One-Eyed Jacks) est un western de et avec Marlon Brando sorti aux États-Unis en 1961. C'est le seul film de Brando en tant que  réalisateur.

## Synopsis
Sonora, Mexique, 1880. Après un hold-up, Dad Longworth (Karl Malden) abandonne son jeune complice Rio (Marlon Brando) aux mains des autorités et disparaît avec le butin. Après son évasion de prison, cinq ans plus tard, Rio retrouve Longworth devenu un homme respectable, père de famille et shérif d'une petite ville de Californie. Va-t-il réussir à se venger ?

## Fiche technique
- Titre original : One-Eyed Jacks

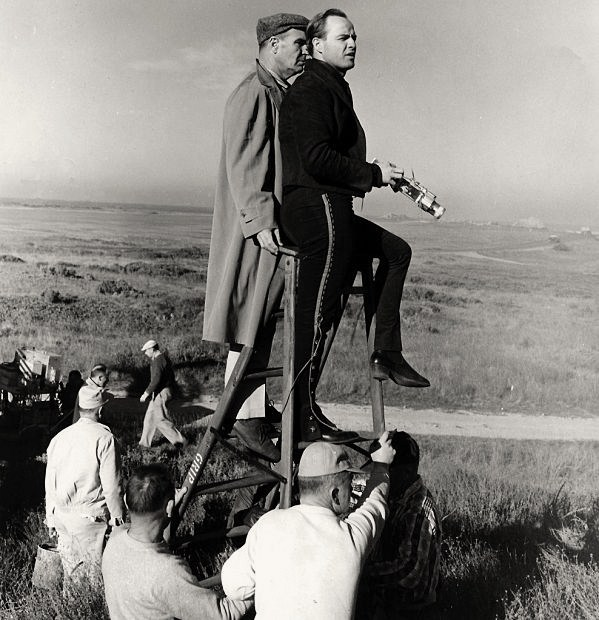
Charles Lang et Marlon Brando sur le tournage du film

- Titre français : La Vengeance aux deux visages
- Réalisation : Marlon Brando, assisté de Bernard McEveety et Paul Baxley (non crédités)
- Scénario : Sam Peckinpah, puis Calder Willingham, puis Guy Trosper, d'après le roman The Authentic Death of Hendry Jones publié en 1956 par Charles Neider (1915-2001).
- Musique : Hugo Friedhofer
- Photographie : Charles Lang
- Costumes : Yvonne Wood
- Montage : Archie Marshek
- Production : Frank P. Rosenberg
- Société de production : Paramount Pictures
- Pays d'origine :  États-Unis
- Langues originales : anglais et espagnol
- Format : couleurs (Technicolor) - VistaVision (35 mm, défilement horizontal) - 1,85:1
- Durée : 141 minutes
- Dates de sortie :
  - États-Unis : 30 mars 1961
  - France : 6 octobre 1961
- Affiches : Macario Gómez Quibus (Espagne), Enzo Nistri (Italie)

## Distribution

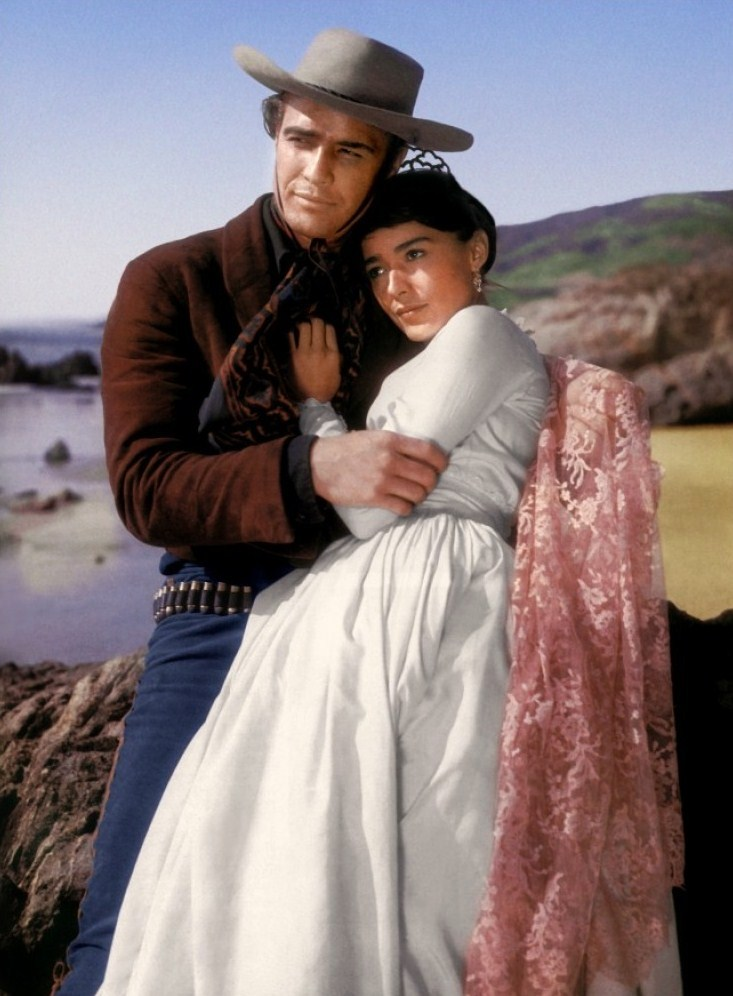
Marlon Brando et Pina Pellicer

- Marlon Brando (VF : Bernard Noël) : Rio
- Karl Malden (VF : Jean-Henri Chambois) : Dad Longworth
- Katy Jurado (VF : Lita Recio) : Maria Longworth, sa femme
- Pina Pellicer (VF : Françoise Dorléac) : Louisa, leur fille
- Ben Johnson (VF : Raymond Loyer) : Bob Amory
- Slim Pickens (VF : Émile Duard) : Lon Dedrick, assistant du shérif
- Larry Duran (VF : Serge Lhorca) : Chico Modesto
- Sam Gilman (VF : Michel Gatineau) : Harvey Johnson
- Timothy Carey : Howard Tetley
- Miriam Colon (VF : Laurence Badie) : « Redhead »
- Elisha Cook Jr. : Carvey
- Rodolfo Acosta : capitaine de la police mexicaine
- Ray Teal : Barney
- Hank Worden : Doc

Acteurs non crédités :
- Nacho Galindo : un joueur de cartes
- John George : un villageois

## Réception critique
Dave Kehr du Chicago Reader a écrit : « Il y a une forte attraction freudienne pour la situation (le nom du partenaire est « Papa ») qui est plus ritualisée que dramatisée : les scènes les plus mémorables ont une intensité masochiste féroce, comme si Brando en profitait pour se punir d’un crime inconnu. »
Sa projection comme classique à Cannes en 2016 par Scorsese et Spielberg sanctionnait la qualité, aidée par celle du roman, de la plupart des aspects du film.

## Autour du film
- Il s'agit du premier et unique film réalisé par Marlon Brando, produit à travers sa société Pennebaker, Inc. qu'il crée avec son père[1].
- Le film eut une production chaotique. Il aurait dû être réalisé par Stanley Kubrick, mais après six mois de préparations, Kubrick décida de quitter le projet pour se consacrer à Lolita et Spartacus. Il fut finalement remplacé par Marlon Brando lui-même, deux semaines avant le début du tournage[1].
- Le film n'obtint pas un grand succès, malgré la célébrité de sa star et la magnifique photographie en VistaVision de Charles Lang, qui lui valut une nomination aux Oscars. Ce film fut le dernier à être tourné avec le procédé et sous le label VistaVision[1],[2].
- En 1988, la société de production Pennebaker Productions, société de Marlon Brando, oublia la demande de renouvellement du copyright auprès de la Bibliothèque du Congrès, faisant ainsi tomber le film dans le domaine public[3]. Entre-temps en 1987, Nick Mason utilise des extraits de dialogues du film pour accompagner la chanson Yet Another Movie de Pink Floyd.
- Le film est sorti le 30 mars 1961 à New York. Il a été sélectionné pour être projeté dans le cadre de la section Cannes Classics au Festival de Cannes 2016. La projection cannoise était celle d’une version restaurée supervisée par Martin Scorsese, Steven Spielberg et The Film Foundation.